# The Red Circle
The Red Circle er en amerikansk stumfilm fra 1915 af Sherwood MacDonald.

## Medvirkende
- Ruth Roland som June Travers.
- Frank Mayo som Dr. Max Lamar.
- Philo McCullough.
- Gordon Sackville.
- Corinne Grant som Mary.